# خيال رخيص
الخيال الرخيص (بالإنجليزية: Pulp Fiction) هو فيلم جريمة أمريكي للمخرج كوينتن تارانتينو كتبه مع روجير افاري. الفيلم معروف بحواراته المثيرة والمزيج الساخر من الكوميديا والعنف، وعدم التتابع في سرد الأحداث والتلميحات السينمائية. ترشح الفيلم إلى سبع جوائز أوسكار من ضمنها أفضل فيلم، فاز تارانتينو وافاري بجائزة أفضل سيناريو أصلي، كما نال الفيلم أيضاً جائزة السعفة الذهبية في مهرجان كان السينمائي عام 1994. حصد الفيلم نجاحاً نقدياً وتجاريا كبيراً، حيث أحيا مهنة جون ترافولتا الذي ترشح لجائزة الأوسكار لأفضل ممثل كما ترشح أيضاً صامويل جاكسون وأوما ثورمان.
تم إخراجه بطريقة مبسطة للغاية، يربط الفيلم بين القصص المثيرة لرجال عصابات وأشخاص هامشيين ومجرمين صغار وحقيبة غامضة. اسم الفيلم يشير إلى مجلات اللب وروايات الجريمة خلال منتصف القرن العشرين، المعروفة بالعنف والسيناريو المترنح. يخصص الفيلم كثيراً من وقته للحوارات والمناجات التي تكشف الحس الفكاهي للشخصيات ووجهات نظرها بشأن الحياة.
هيكل الفيلم غير التقليدي والاستخدام المكثف لأسلوب أفلام السبعينات دعت النقاد لوصفه على أنه مثال رئيسي على فيلم ما بعد الحداثة. بعض النقاد يعده كوميديا سوداء، أيضاً الفيلم يصنف مراراً على أنه فيلم نوار جديد "neo-noir". الخيال الرخيص ينظر له كمصدر ألهام لعديد من الأفلام التي لحقته والتي اعتمدت عناصر مختلفة من أسلوبه. طبيعة تطوره والتسويق له وتوزيعه ونجاحه الكبير اللاحق كان له تأثير شامل على مجال السينما المستقلة. يعد الفيلم حد ثقافي فاصل، تعدى تأثيره إلى وسائل إعلام أخرى، ويعتبر على نطاق واسع واحد من أعظم الأفلام على الإطلاق.

## القصة

### «مقدمة – المطعم»
«بمبكن» (تيم روث) و«هوني باني» (أماندا بلامر) يتناولان الفطور في مطعم. فيقرران سرقته لسهولة الحصول على المال من المطعم والزبائن في نفس الوقت، كما فعلا خلال سرقتهم السابقة. بعد لحظات من شروعهما بالسرقة يتوقف المشهد ويبدأ عرض شارة الفيلم.

### تمهيد لـ «فنسنت فيغا وزوجة مارسيلس والاس»
يظهر رجلا العصابات جولز وينفيلد (صامويل جاكسون) وفنسنت فيغا (جون ترافولتا) حيث يقود جولز في حين يحدثه فنسنت كيف قضى وقته في أوروبا وتحديداً في مدينة أمستردام التي كان قد عاد منها مؤخرا: حانات الحشيش، مطاعم ماكدونالدز الفرنسية وعن الإختلاف في تسمية الأطعمة والمقاييس المترية. الإثنين -مرتديان بذات سوداء- في مهمة من أجل استعادة حقيبة من بريت وجماعته، الذين تمردوا على زعيمهم، رجل العصابات مارسيلس والاس. يخبر جولز فنسنت بأن مارسيلس قام برمي شخص من الطابق الرابع بسبب لمسه لقدمي زوجته من أجل المساج. يخبر فينسنت جولز بأن مارسيلس طلب منه مرافقة زوجته بينما هو خارج المدينة. ينهي الإثنين النقاش ويدخلون إلى الشقة من أجل استعادة الحقيبة ثم يعدمون بريت بطريقة درامية بعد أن يقتبس جولز نص ديني من الإنجيل.

### «فنسنت فيغا وزوجة مارسيلس والاس»
في قاعة كوكتيلات فارغة تقريبا، يوافق الملاكم الكبير بالسن بوتش كوليدج (بروس ويليس) على السقوط في الجولة الخامسة من مباراته القادمة مقابل كمية كبيرة من المال يعطيه إياها مارسيلس والاس. يدخل فنسنت وجولز -مرتديان الآن ملابس تشبه ملابس الأطفال- ومعهما الحقيبة التي تخص رئيسهم مارسيلس، يدخل فينسنت وبوتش في مشادة كلامية بسيطة قيل مغادرة بوتش القاعة. في اليوم التالي، يذهب فنسنت إلى منزل لانس وزوجته جودي (روزانا أركيت) ليشتري منهم هيروين ذو جودة عالية حيث يأخذ جرعة قبل ذهابه إلى منزل السيدة ميا والاس (أوما ثورمان) من أجل إصطحابها. يتوجهان إلى مطعم جاك رابت سلم، مطعم على طريقة الخمسينات، تحدثه ميا عن تجربتها السابقة في مجال التمثيل في إحدى الحلقات التجريبية الفاشلة.

"مشهد الرقص الشهير". فنسنت فيغا (جون ترافولتا) وميا والاس (أوما ثورمان) في مطعم جاك رابت سلمز.

بعد مشاركتهما في مسابقة رقص في المطعم والفوز بالجائزة، يعودان إلى منزل والاس. أثناء تواجد فنسنت في الحمام، تجد ميا هيروين الخاص به في جيب معطفه. ظنا منها بأنه كوكايين تقوم ميا باستنشاق جرعة زائدة وتسقط أرضا. يهرع بها فنسنت إلى منزل لانس من أجل المساعدة، حيث ينحجان بحقن قلب ميا بإبرة أدرينالين وإنقاذها. لاحقا قبل أن يفترقا، يتفق كل منهما على عدم إخبار مارسيلس عن هذه الحادثة.

### تمهيد لـ «الساعة الذهبية»
يظهر بوتش عندما كان صغيرا مع صديق والده العسكري في فيتنام الكابتن كوونس (كريستوفر واكن). يخبره كوونس بأنه قد أحضر له ساعة ذهبية انتقلت عبر أجيال عائلة كوليدج منذ الحرب العالمية الأولى. توفي والد بوتش بسبب الزحار عندما كان في معسكر أسرى الحرب، ونزولا عند رغبة صديقه المحتضر خبأ كوونس الساعة في مستقيمه لمدة سنتين من أجل إيصالها لبوتش. يقرع جرس المباراة، موقظا بوتش من حلم اليقظة. مرتديا زي الملاكمة، حان وقت خوض النزال الذي وافق بوتش على خسارته.

### «الساعة الذهبية»
يهرب بوتش من المبنى بعد أن فاز بالمباراة، ويركب سيارة أجرة من أجل الابتعاد عن المكان، تخبره السائقة إسميرالدا بأن اللاعب الخصم قد مات إثر المباراة. راهن بوتش على نفسه بالنقود التي أعطاه إياها مارسيلس. في الصباح التالي، في النزل حيث يختبئ هو وصديقته فابيان، يكتشف بوتش بأن فابيان نسيت أن تأخذ الساعة الذهبية أثناء توضيبها للأغراض. يعود بوتش إلى شقته من أجل إحضار الساعة، على الرغم من علمه بأن رجال مارسيلس يبحثون عنه. يجد بوتش الساعة بسرعة، ظنا منه بأنه وحيد في الشقة، فيتوقف من أجل أكل بعض الطعام. ينتبه لوجود سلاح رشاش على الطاولة ويسمع صوتاً قادما من الحمام، فيحمل السلاح ويستعد لأطلاق النار على فنسنت فيغا المندهش أثناء خروجه من الحمام.
يركب بوتش سيارته ويهرب، ولكن أثناء انتظاره لإشارة المرور، يمر مارسيلس وينتبه لبوتش. يصدم بوتش مارسيلس بالسيارة ولكن سيارة أخرى تصدم سيارته. بعد الحادث بقليل يقوم مارسيلس بملاحقة بوتش على الأقدام وينتهي بهما الأمر في إحدى المحلات، يمسك بهما صاحب المحل ماينارد ويحتجزهما في الدور السفلي. ينضم لاحقا لماينارد صديقه زد، فيقومان بأخذ مارسيلس للغرفة المجاورة لأغتصابه، تاركان شخص صامت يرتدي بذت جنسية غريبة من أجل مراقبة بوتش المقيد. ينجح بوتش بفك الحبل ويطيح بالمقنع. أثناء محاولته الهرب يقرر العودة من أجل إنقاذ مارسيلس. ينزل إلى القبو ثم يفتح باب الغرفة أثناء اعتداء زد على مارسيلس المقيد على حصان المقابض، فيقوم بقتل ماينارد بسيف الكاتانا الذي وجده في الطابق العلوي. يأخد مارسيلس سلاح زد ويصيبه في فخذه. يخبر مارسيلس بوتش بأنهما متعادلان الآن بشرط أن يغادر لوس أنجلوس الآن وللأبد وأن لا يخبر أحد عن هذه الحادثة. يوافق بوتش ثم يأخذ دراجة زد ويذهب إلى فابيان من أجل مغادرة المدينة.

### «مأزق بوني»
ترجع أحداث القصة لجولز وفنسنت عندما كانا في شقة بريت، بعد إعدامه مباشرة يخرج شخص من الحمام ويطلق النار عليهما بغضب ولكنه يفشل بأصابتهما، فيقومان بقتله. يظن جولز بأن نجاتهما كانت معجزة وبأنها إشارة من الله ليترك عمله كمجرم. ينطلقان بالسيارة مع أحد معاوني بريت، مارفن، مخبرهما السري. يسأل فنسنت مارفن عن رأيه بهذه «المعجزة» فتنطلق رصاصة بالخطأ من مسدس فنسنت لتصيب مارفن في وجهه.
مجبران على إزالة السيارة الملطخة بالدم عن الطريق بأقصى سرعة، يقوم جولز بالاتصال بصديقه جيمي (كوينتن تارانتينو) الذي يملك منزل مجاور. زوجة جيمي، بوني، تكون على وشك العودة من عملها، حيث يكون جيمي قلقاً بسبب اقتراب موعد عودة بوني إلى المنزل. بناء على طلب جولز يقوم مارسيلس بإرسال المنظف وينستون وولف، (هارفي كيتل). يتولى وولف زممام الأمور ويطلب من جولز وفنسنت تنظيف السيارة بسرعة، وضع الجثة في صندوق السيارة، التخلص من ملابسهما الملطخة بالدماء وارتداء قمصان وسراويل قصيرة قام بأحضارها جيمي لهم. ينطلقان بقيادة وولف إلى ساحة خردة من أجل التخلص من السيارة، ينطلق وولف وابنة مالك الساحة لتناول الإفطار. فيقرر جولز وفنسنت الذهاب لتناول الإفطار أيضاً.

### «الخاتمة – المطعم»
أثناء تناول جولز وفنسنت الإفطار في المطعم يتناقشان مجددا حول قرار ترك جولز العمل، يظهر مشهد سريع «لبمبكن» و«هوني باني» قبل لحظات من شروعهما بسرقة المطعم التي بدأت في المشهد الأول. أثناء تواجد فنسنت بالحمام، تبدأ السرقة. يطالب «بمبكن»: جميع الزبائن الموجودين بتسليم أغراضهم الثمينة بما في ذلك حقيبة جولز السرية. يفاجئ جولز «بمبكن» (الذي يخاطبه باسم «رينغو») بسلاح موجه نحوه فيشل حركته. «هوني باني» (التي يتبين ل بأن اسمها هو يولاندا) تصبح في حالة هستيرية وتصوب سلاحها نحو جولز. يعود فنسنت من الحمام ويصوب سلاحه نحوها. يكرر جولز ذلك النص الديني الذي تلاه على بريت سابقا (حزقيال 25:17)، ولكن هذه المرة بصدق وليس من أجل الاستعراض. يعبر جولز عن شعوره بالتناقض نحو حياته الإجرامية. كأول قرار له من أجل الخلاص، يسمح لهما بأخذ المال والمغادرة، ولكن يتركان الحقيبة لجولز وفنسنت من أجل إعادتها لمارسيلس. وهكذا ينهي جولز مهمته الأخيرة في عالم الجريمة.

## طاقم التمثيل
- جون ترافولتا بدور (فينسينت فيغا)
- صامويل جاكسون بدور (جولز وينيفيلد)
- أوما ثورمان بدور (ميا والاس)
- بروس ويليس بدور (بوتش كوليدج)
- هارفي كيتل بدور (وينستون وولف)
- تيم روث بدور (بمبكن/رينغو)
- روزانا أركيت بدور (جودي)
- كريستوفر واكن بدور (القبطان كونز)

## وصلات خارجية
- الموقع الرسمي
- خيال رخيص على موقع IMDb (الإنجليزية)
- خيال رخيص على موقع ميتاكريتيك (الإنجليزية)
- خيال رخيص على موقع الموسوعة البريطانية (الإنجليزية)
- خيال رخيص على موقع روتن توميتوز (الإنجليزية)
- خيال رخيص على موقع قاعدة بيانات الأفلام العربية
- خيال رخيص على موقع ألو سيني (الفرنسية)
- خيال رخيص على موقع Turner Classic Movies (الإنجليزية)
- خيال رخيص على موقع أول موفي (الإنجليزية)
- خيال رخيص على موقع بوكس أوفيس موجو (الإنجليزية)
- خيال رخيص على موقع فيلمافينيتي (الإسبانية)